# مبدل کیوک

مدار ساده یک مبدل کیوک

مقایسه مداربندی‌های مبدل دی‌سی-به-دی‌سی سوئیچینگ غیرایزوله: باک، بوست، باک-بوست و کیوک. ورودی سمت چپ است، خروجی با بار سمت راست است. سوئیچ معمولاً یک ترانزیستور ماسفت، آی‌جیی‌بی‌تی یا بی‌جی‌تی است.

مبدل کیوک (تلفظ صحیح:چوک) (به انگلیسی: Ćuk converter) نوعی مبدل دی‌سی-دی‌سی است که می‌تواند به صورت افزاینده یا کاهنده به کار رود. نامگذاری این مبدل از روی سازنده صرب آن «اسلوبودان چوک» بوده است، که این آرایش را در سال۱۹۶۷ در دانشگاه فنی کالیفرنیا ارائه کرد. مدار مبدل چوک در واقع مدار دوگان مبدل باک-بوست است و مانند آن، قطب‌های خروجی مدار برعکس قطب‌های ورودی مدار است. در این مبدل، خازن ابتدای مدار برای ذخیره انرژی از ورودی و انتقال آن به خروجی استفاده می‌شود.
اگر چه مدار این مبدل نسبت به مدار مبدل باک-بوست دارای عناصر بیشتری است، اما مزایایی نسبت به آن دارد، از جمله اینکه ریپل خروجی بسیار کمتر از مدار ساده مبدل باک-بوست است. مبدل کیوک مشابه مبدل باک-بوست بوده و می‌تواند ولتاژ خروجی بزرگتر یا کوچکتر از ولتاژ ورودی را ایجاد کند، همچنین قطب‌های ولتاژ خروجی ایجاد شده مخالف قطب‌های ولتاژ ورودی می‌باشد.

شکل ۲: دو حالت عملکرد یک مبدل کیوک غیرایزوله.

مبدل کیوک می‌تواند به عنوان ترکیبی از مبدل بوست و مبدل باک دیده شود که دارای یک افزاره سوئیچینگ و یک خازن متقابل است که انرژی را با هم ترکیب می‌کند.

## عملکرد
یک مبدل غیرایزوله چوک شامل دو سلف، دو خازن، یک کلید (معمولا یک ترانزیستور) و یک دیود است. شماتیک آن در شکل ۱ دیده می‌شود. این یک مبدل معکوس است، بنابراین ولتاژ خروجی نسبت به ولتاژ ورودی منفی است. مزیت اصلی این مبدل جریان پیوسته در ورودی و خروجی مبدل می‌باشد. نقطه ضعف اصلی فشار جریان بالای سوئیچ است.
خازن C1 برای انتقال انرژی استفاده می‌شود. به‌طور متناوب از طریق کموتاسیون ترانزیستور و دیود به ورودی و خروجی مبدل متصل می‌شود (شکل‌های ۲ و ۳ را ببینید).
دو سلف L1 و L2 به ترتیب برای تبدیل منبع ولتاژ ورودی (Vs) و منبع ولتاژ خروجی (Vo) به منابع جریان استفاده می‌شوند. در یک مقیاس زمانی کوتاه، یک سلف را می‌توان به عنوان منبع جریان در نظر گرفت زیرا جریان ثابتی را حفظ می‌کند. این تبدیل ضروری است زیرا اگر خازن مستقیماً به منبع ولتاژ وصل می‌شد، جریان فقط توسط مقاومت پارازیتی محدود می‌شد و در نتیجه اتلاف انرژی زیادی را به همراه خواهد داشت. شارژ خازن با منبع جریان (سلف) از محدود شدن جریان مقاومتی و اتلاف انرژی مرتبط با آن جلوگیری می‌کند.
مانند سایر مبدل‌ها (مبدل باک، مبدل بوست، مبدل باک-بوست) مبدل کیوک می‌تواند در حالت جریان پیوسته یا ناپیوسته کار کند. با این حال، برخلاف این مبدل‌ها، می‌تواند در حالت ولتاژ ناپیوسته نیز کار کند (ولتاژ خازن در طول چرخه کموتاسیون به صفر می‌رسد).